# Camppendut
Camppendut (en francès Capendu) és un municipi de França de la regió d'Occitània, al departament de l'Aude